# Acquin-Westbécourt
Acquin-Westbécourt è un comune francese di 799 abitanti situato nel dipartimento del Passo di Calais nella regione dell'Alta Francia.

## Storia

### Simboli
Lo stemma adottato dal comune si blasona:
Il capo riprende, con alcune modifiche, l'emblema dell'abbazia di San Bertino di Saint-Omer che dominò il territorio dal XII secolo.
La parte inferiore dello scudo è ispirata al blasone di Antonio di Berghes (1456–1531) (semipartito troncato: il 1º di nero, al leone d'oro; il 2º d'oro, a tre pali di rosso; il 3º di verde, a tre maglie d'argento), che fu abate di San Bertino dal 1493 al 1531.

## Società

### Evoluzione demografica
Abitanti censiti